# Kim Gyeong-min
Đây là một tên người Triều Tiên, họ là Kim.
Kim Gyeong-min (sinh ngày 15 tháng 8 năm 1990) là một Cầu thủ bóng đá người Hàn Quốc thi đấu cho Hwaseong FC.